# Sinagoga Mare din Constanța
Sinagoga Mare din Constanța este un lăcaș de cult evreiesc din municipiul Constanța, localizat pe Str. C.A. Rosetti nr. 2, construit în anul 1911 sau în 1914. 

## Istoric
Sinagoga din Constanța a fost construită în anul 1911. Alte surse acreditează anul 1914 ca an al construcției.
În perioada interbelică, au existat în oraș două mari sinagogi: cea sefardo-romaniotă (construită în 1908 în stil gotic-catalan pe str. Mircea nr. 18) și cea așchenazită (Sinagoga Mare, construită în 1911 sau 1914 în stil maur pe str. C.A. Rosetti nr. 2). Sinagoga sefardo-romaniotă a suferit avarii la cutremurul din 1977, ea fiind demolată în perioada regimului Ceaușescu .
În prezent, Sinagoga Mare nu mai este folosită de mica comunitate evreiască din Constanța, fiind părăsită, fără acoperiș și în pericol de prăbușire, lucru menționat în lucrarea Seventy years of existence, six hundred years of Jewish life in Romania, fourty years of partnership FEDROM – JOINT, publicată de Federația Comunităților Evreiești din România în anul 2008. Comunitatea se întrunește acum în lăcașul din str. Sarmisegetuza, vizavi de Centrul cultural al germanilor dobrogeni.

## Arhitectură
Sinagoga Mare din Constanța este structurată pe trei registre orizontale: soclu, parter și etaj. În exterior, ferestrele și ușile au decorații de stil maur.
În interior, lăcașul de cult este împărțit în trei nave, puternic marcate în exteriorul navei principale . Decorații tradiționale evreiești sunt întâlnite și în interior.